# Ernest Coquebert de Montbret
Pour les articles homonymes, voir Coquebert.
Antoine François Ernest Coquebert de Montbret, né à Hambourg le 31 janvier 1780 et mort au Caire le 7 avril 1801, est un botaniste français.

## Biographie

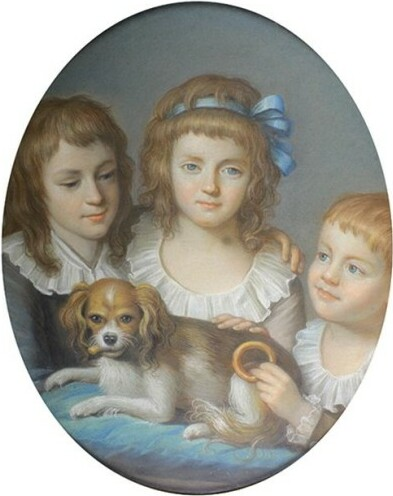
Ernest, Cécile et Eugène Coquebert de Montbret

Fils de Nicole Charlotte Hazon et Charles Coquebert de Montbret, commissaire de la marine à Hambourg et consul.
Membre de la campagne d'Égypte, sur la recommandation du général Caffarelli. Il étudie la flore de l'Égypte à Rosette, au Caire, à Suez et dans la Haute-Égypte. Bibliothécaire de l'Institut du 8 septembre 1800 au 20 février 1801, il meurt à l'âge de vingt-et-un ans de la peste au Caire le 7 avril 1801, le jour même où la Commission des Arts s'embarque à Boulaq pour revenir en France.
Son nom est gravé sur le temple d'Isis à Philæ, aux côtés des autres savants de l'Expédition d'Égypte.
La plus grande partie de ses papiers disparurent avec lui. La découverte de plusieurs plantes nouvelles est due à ses recherches.
Citons en particulier une espèce de gratiole dont il a fait une excellente description et à laquelle Alire Raffeneau-Delile a donné le nom de Gratista Montbretie : en souvenir d'Ernest Coquebert de Montbret, cette fleur a pris le nom de Montbretia.

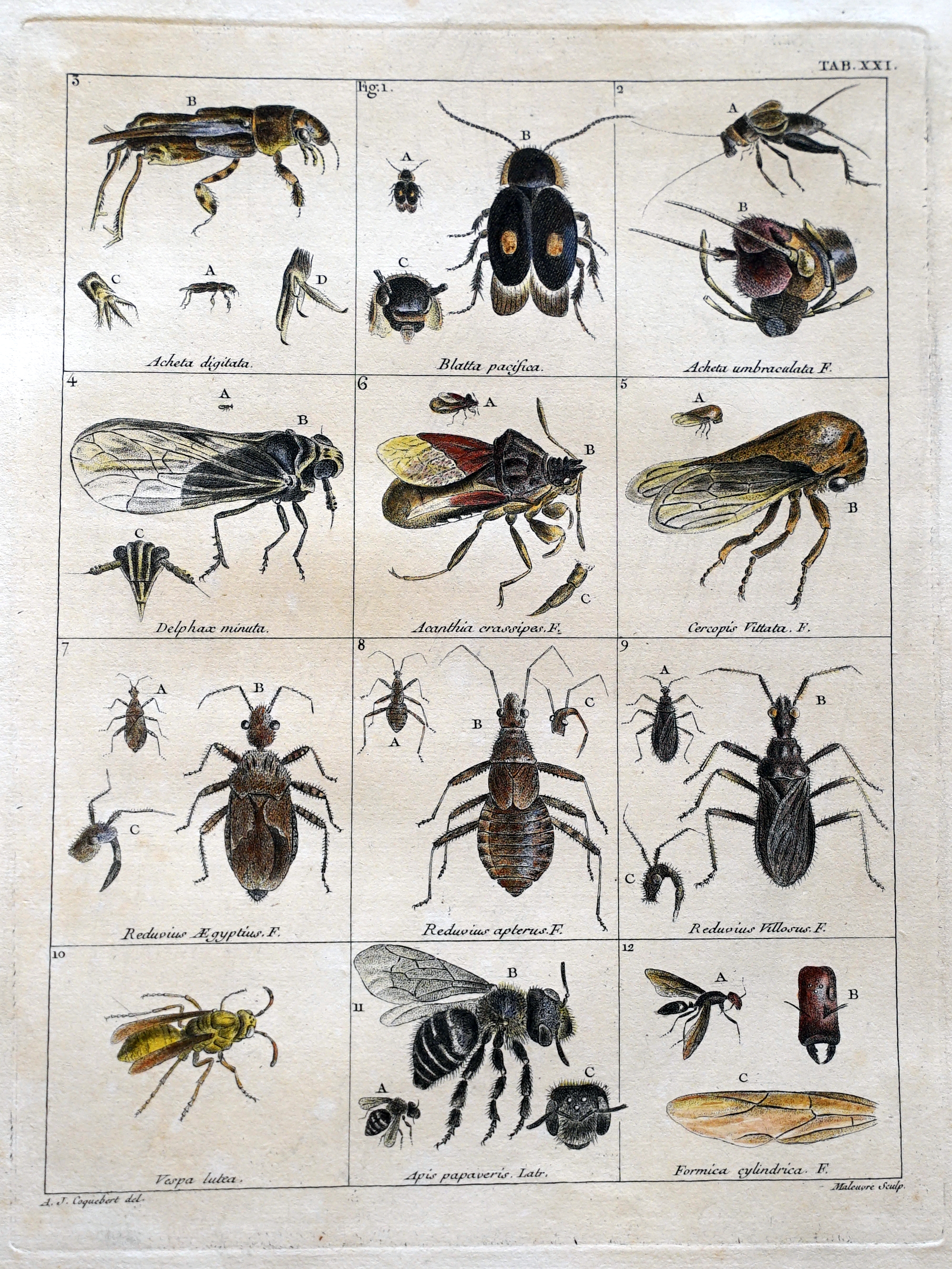
Tableau XXI de sa Illustratio iconographica insectorum quae in Musoeis parisinis observavit et in lucem edidit Joh. Christ. Fabricius, praemissis ejusdem descriptionibus; Accedunt species plurimae, vel minus aut nondum cognitae.
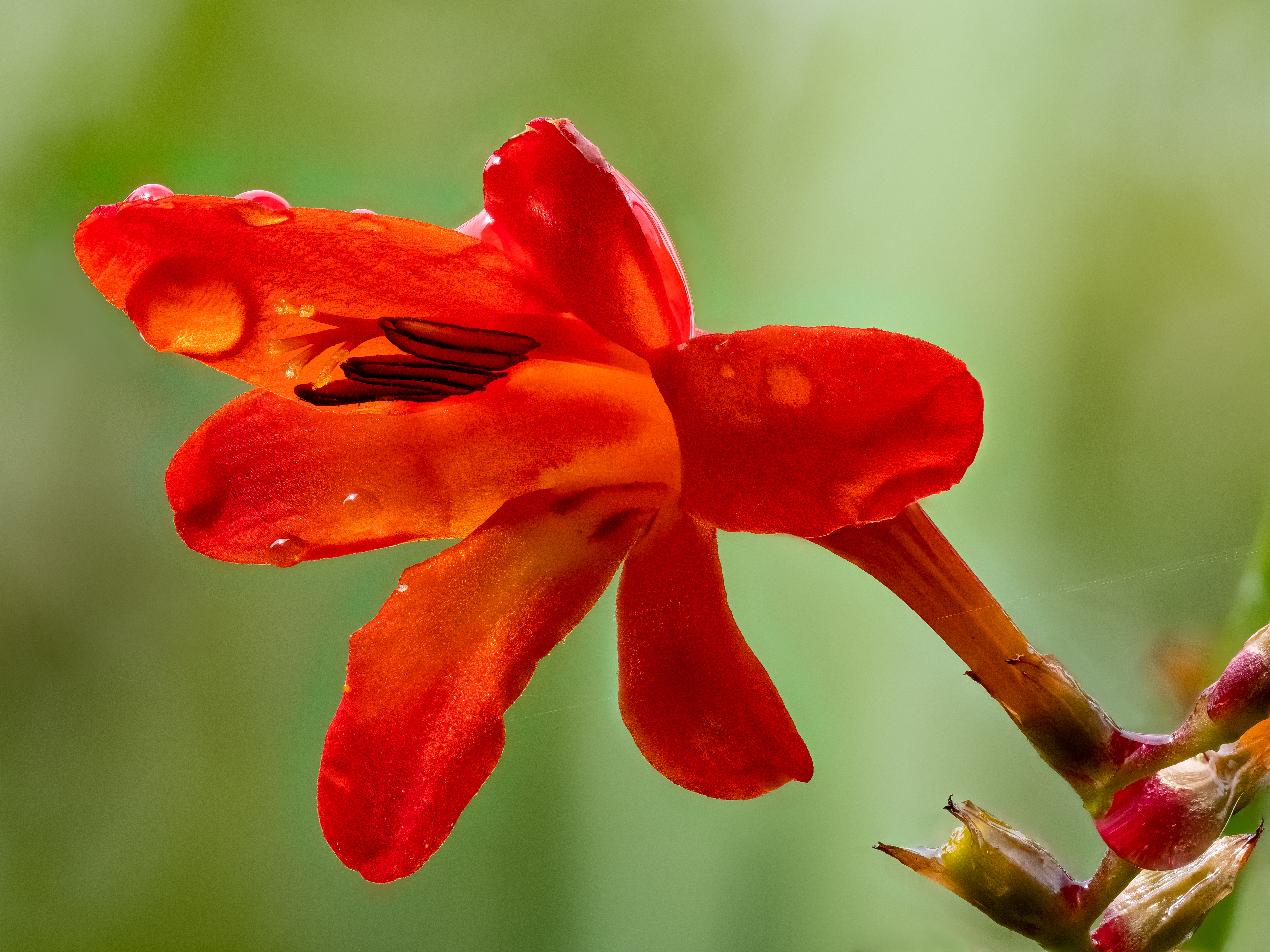
Variété de Montbretia.

## Note
1. ↑  Selon inscription de la commission et calculs faits par astronomes Nouet et Mechain 
.
2. ↑  Edouard de Villiers du Terrage, Journal et souvenirs sur l'expédition d'Égypte, mis en ordre et publiés par le baron Marc de Villiers du Terrage, Paris, E. Plon, Nourrit, 1899, et L'expédition d'Égypte 1798-1801, Journal et souvenirs d'un jeune savant, Paris, Cosmopole, 2001 et 2003, p. 357-358.